# 브로드웨이로 가는 두 장의 티켓
브로드웨이로 가는 두 장의 티켓(Two Tickets To Broadway)은 미국에서 제작된 제임스 V. 컨 감독의 1951년 뮤지컬 영화이다. 토니 마틴 등이 주연으로 출연하였고 노먼 크라스너 등이 제작에 참여하였다.

## 출연

### 주연
- 토니 마틴
- 자넷 리

### 조연
- 글로리아 드헤븐
- 에디 브랙큰
- 앤 밀러
- 바바라 로렌스
- 찰스 데일
- 조 스미스
- 테일러 홈스
- 버디 베어
- 수잔 에임즈
- 래리 바턴
- 캐롤 브루스터
- 로잘리 칼벳
- 마라 코데이
- 빌리 커티스
- 레스터 도어
- 지미 던디
- 제인 이스톤
- 바바라 프렉킹
- 존 갤로뎃
- 잭 가갠
- 메리 엘렌 글리슨
- 팻 홀
- 제리 하우스너
- 노라 헤이든
- 랠프 호지스
- 마릴린 존슨
- 셜리 킴볼
- 앤 킴벨
- 마이크 랠리
- 조이 랜싱
- 도널드 맥브라이드
- 준 맥콜
- 베라 마일즈
- 캐슬린 오맬리
- 앤 오닐
- 게리 오웬
- 마이클 피어스
- 이사벨 랜돌프
- 조엘 로빈슨
- 조안 쇼리
- 존 쉬핸
- 헬렌 스프링
- 리비 테일러

## 제작진
- 세트: 할리 밀러
- 세트: 다렐 실베라
- 의상: 마이클 울프
- 의상: 아델 밸컨